# هاریس موبری
هاریس موبری (hæ. ɹɪs moʊbreɪ، Harris Mowbray/؛ متولد ۱۹۹۹) زبان‌شناس و برنامه‌نویس آماتور اهل ایالات متحده آمریکا است. او به دلیل ایجاد چندین پیشنهاد برای رمزگذاری زبان‌های اقلیت در سراسر جهان به خط بریل، مانند زبان گاگائوزی و زبان سوربی، مشهور است. او به‌طور گسترده در مطبوعات لهستان به دلیل پیشنهاد بریل کاشوبی خود مورد توجه قرار گرفت. پیشنهادهای الفبای بریل او برای زبان لیوونی، زبان فولانی و زبان لاکوتا پذیرفته شده‌است. او همچنین یک الفبای دستی (الفبای زبان اشاره) برای زبان فولانی بر اساس خط آدلام ایجاد کرد.